# Лоринг, Джон (пост-капитан)
Джон Лоринг (англ. John Loring; XVIII век — 9 ноября 1808, Фэрем, Гэмпшир) — офицер Королевского военно-морского флота, периода американской Войны за независимость, Революционных и Наполеоновских войн.

## Биография
Происхождение Лоринга неясно. Внук Джошуа Лоринга, морского офицера, который служил в Северной Америке во время Семилетней войны и командовал эскадрой на Великих озёрах во время Войны за независимость. Он также был двоюродным братом Джона Вентворта Лоринга, который также начал службу во флоте и дослужился до звания адмирала. 3 декабря 1779 года Джон Лоринг был произведён в лейтенанты. К началу Французских революционных войн всё ещё носил это звание, а в январе 1793 года был назначен командиром пожарного корабля HMS Conflagration. 16 мая 1793 года получил повышение до коммандера, 22 мая он отправил Conflagration в Средиземное море и вошёл в состав флота лорда Самуэля Худа во время осады Тулона. Во время ремонта судна город был эвакуирован, и корабль был сожжён по приказу Худа, чтобы избежать попадания в руки французов 18 декабря 1793 года. Лоринг вернулся в Англию и получил под командование 16-пушечный шлюп HMS Hazard, на котором служил с апреля 1794 по 1795 годы.
12 апреля 1796 года Лоринг был назначен исполняющим обязанности капитана 74-пушечного корабля HMS Bellerophon, когда корабль Bellerophon находился у острова Уэсан во время блокады Бреста. Номинальный командир Bellerophon, капитан Джеймс Крэнстоун, был назначен губернатором Гренады и покинул корабль, чтобы подготовиться к вступлению в должность. Лоринг командовал кораблём до тех пор, пока 11 сентября его не сменил капитан Генри Д’Эстерр Дарби, заменивший Крэнстоуна. Вскоре после этого он покинул корабль и к октябрю 1796 года, предположительно, получил звание капитана, так как ввел в строй 32-пушечный корабль HMS Proselyte и подготовил его к службе. В феврале 1797 года он привёл судно к Ямайке и там добился некоторого успеха в борьбе с каперами, захватив французскую 6-пушечную каперскую шхуну «Либерте» в конце того же года.
В 1799 году он принял командование 74-пушечным HMS Carnatic на Ямайке и занимал эту должность до 1800 года. В том же году он принял 74-пушечный HMS Hannibal, но позже в 1800 году отдал его в аренду. Похоже, что в начале ноября 1801 года он ненадолго ввел в строй 98-пушечный HMS Prince, но до конца месяца получил новое назначение.

### HMS Bellerophon
Лоринг командовал кораблем в качестве исполняющего обязанности капитана в течение нескольких месяцев в 1796 году, а также в качестве полноправного капитана в период с 1801 по 1805 год.
25 ноября 1801 года Лоринг был назначен командиром своего прежнего корабля, HMS Bellerophon, сменив на этом посту капитана лорда Гарлиса. В это время Bellerophon служил в составе Флота Канала, но в начале 1802 года Лоринг получил новые приказы. Беллерофон был в числе пяти кораблей, которым было приказано присоединиться к эскадре адмирала Джона Дакворта в Вест-Индии, и, пополнив запасы, он отплыл из Торбея 2 марта 1802 года. К моменту его прибытия 27 марта был подписан Амьенский мирный договор, и Великобритания и Франция заключили мир. В течение следующих восемнадцати месяцев «Беллерофон» был занят крейсерством в проливе Ямайка и сопровождал торговые конвои между Ямайкой и Галифаксом.
«Беллерофон» находился в Вест-Индии, когда в мае 1803 года начались Наполеоновские войны. Лоринг был назначен коммодором британской эскадры, которая быстро перешла в наступление против французского флота в рамках блокады Сан-Доминго. В конце июня были захвачены корвет «Миньонн» и бриг, после чего британцы начали патрулирование около Кап-Аитьен. 24 июля эскадра, состоящая из «Беллерофона» и 74-пушечных кораблей HMS Elephant, HMS Theseus и HMS Vanguard, столкнулась с двумя французскими 74-пушечными кораблями «Дюкен» и «Дюгэ-Труэн» и фрегатом «Герьер», пытавшимися отступить из Кап-Аитьен. Эскадра начала погоню, и 25 июля после нескольких выстрелов отремонтировала и захватила «Дюкен», а «Дюгэ-Труэн» и «Герьер» удалось ускользнуть от преследователей и добратся до Франции. Во время погони на борту Bellerophon погиб один человек. Лоринг продолжал блокировать Кап-Аитьен до ноября, когда к нему обратился командующий французским гарнизоном генерал Донасьен Рошамбо с просьбой разрешить ему эвакуировать своих людей, которых осаждали гаитянские войска под командованием Жан-Жака Дессалина. Французам разрешили эвакуироваться на трёх фрегатах, Surveillante, Clorinde и Vertu, и нескольких небольших судах, и эскадра сопроводила их на Ямайку.
Особенно сильная вспышка малярии поразила корабль в начале февраля 1804 года, когда заболели 212 членов команды «Беллерофона». 17 человек умерли на борту корабля, а 100 пришлось перевести в береговой госпиталь, где умерли ещё 40 человек. В июне Лоринг получил приказ отплыть обратно в Британию, сопровождая большой конвой, и прибыл в Даунс 11 августа. Он ненадолго расплатился с ней, и ее отвели в Портсмутскую верфь для ремонта, после чего она вновь присоединилась к Флоту Канала, по-прежнему у Бреста, под командованием адмирала сэра Уильяма Корнуоллиса. Эти обязанности он исполнял до начала 1805 года, а 24 апреля Лоринг был заменён капитаном Джоном Куком.

### Последние годы
В конце того же месяца Лоринг был назначен командиром 112-пушечного сторожевого корабля «Сальвадор дель Мундо» из Плимута и занимал эту должность до своего смещения в июне 1807 года. Впоследствии командовал морским флотом, прикрывавшим район между Эмсвортом и Калшотом, и умер в этой должности 9 ноября 1808 года, будучи ещё капитаном, в Фарехеме, Хэмпшир. В Royal Naval Biography Лоринг описан как «самый ревностный, храбрый и гуманный офицер». У него было как минимум два сына, которые последовали за ним на флот. Оба пережили его, причем старший, Джон, умер от желтой лихорадки, будучи мичманом на борту HMS Euryalus в 1820 году. Его второй сын, Гектор, стал коммандером.